# Marciano Azuaga

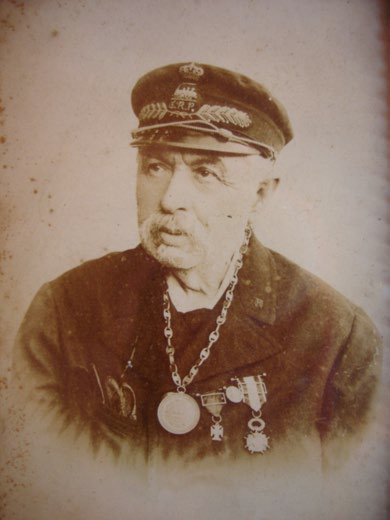
Marciano Azuaga

Marciano do Carmo Martins Viana de Azuaga (Valença do Minho, 1839 – Vila Nova de Gaia, 1905) foi um coleccionador Português.
Filho de José Martins Viana e Fernanda de Azuaga, nasceu na vila de Valença do Minho e tornou-se chefe da estação ferroviária das Devesas, em Vila Nova de Gaia, assim como o seu irmão Joaquim Azuaga. Este, por sua vez, foi chefe de estação em Famalicão, também coleccionador, e director do jornal A Alvorada. 
Entre as suas funções de chefe do caminho de ferro, Marciano Azuaga conseguiu reunir uma panóplia de heterogéneos objectos constituindo uma valiosa Colecção: a Colecção Marciano Azuaga que se encontra presentemente no Solar Condes de Resende.